# Bořík Procházka
Bořivoj Procházka, známý jako Bořík Procházka (29. listopadu 1930 Praha – 13. května 2013 Praha) byl český herec.

## Biografie
Narodil se v Praze do rodiny operního pěvce. Mládí prožil v Mělníku, kde se stal ochotníkem. Po střední škole – učitelském ústavu pokračoval studiem herectví na Divadelní fakultě Akademie múzických umění v ročníku Radovana Lukavského. Následně prošel angažmá v Mladé Boleslavi, libereckým Divadlem F. X. Šaldy a v Olomouci. V roce 1966 přešel do Divadla za branou, v němž byl vůdčí osobností Otomar Krejča. Řadu let účinkoval také v Divadle Na zábradlí. Hostoval na mnoha dalších scénách včetně Národního divadla (např. v Krejčově adaptaci Fausta).
Ve filmu a televizi se objevoval vesměs jen v menších rolích. Mezi nejznámější patří pan Líman (který vozil kozy na pastvu v pontiacu) ve filmu Slavnosti sněženek. Téhož roku si zahrál epizodní výstup jako vynálezce Alfred Nobel v komedii Jára Cimrman ležící, spící.
Za postavu Sira v divadelním zpracování hry Garderobiér získal cenu Svazu dramatických umělců. V roce 2010 mu byl udělen Stříbrný řád města Mělníka.
Ze vztahu s herečkou Marikou Skopalovou měl dceru, také herečku Mariku Procházkovou (* 1974). Také další členové jeho rodiny se věnovali či věnují divadlu – bratr Zdeněk Procházka byl hercem, druhý bratr Vladimír Procházka divadelním vědcem, synovec Vladimír Procházka je dramaturg a ředitel Činoherního klubu v Praze a další synovec Aleš Procházka je herec.
Zemřel 15. května 2013 v Praze.

## Herecká filmografie
- 2014 – Poslední cyklista
- 2011 – Lidice
- 2009 – T.M.A.
- 2009 – Zemský ráj to napohled
- 2008 – Taková normální rodinka
- 2005 – Comeback (TV film)
- 1996 – Kamenný most
- 1994 – Bylo nás pět (TV seriál)
- 1992 – Trhala fialky dynamitem
- 1990 – Nemocný bílý slon
- 1990 – Obyčejná koňská historie (seriál)
- 1990 – Popel a hvězdy (televizní film)
- 1990 – Třináctery hodiny (televizní film)
- 1989 – Člověk proti zkáze
- 1989 – Morové povětří (televizní film)
- 1988 – Přejděte na druhou stranu (seriál)
- 1988 – Rodáci (seriál)
- 1987 – Proč?
- 1986 – Lev s bílou hřívou
- 1986 – Můj hříšný muž
- 1986 – Ohnivé ženy se vracejí (televizní film)
- 1986 – Území strachu (televizní film)
- 1984 – Láska z pasáže
- 1983 – Dlouhý čas loučení (televizní film)
- 1983 – Jára Cimrman ležící, spící
- 1983 – Lucie, postrach ulice
- 1983 – O bílém jadýrku (televizní film)
- 1983 – Slavnosti sněženek
- 1981 – Láska na druhý pohled
- 1981 – Upír z Feratu
- 1980 – Jen si tak trochu písknout
- 1980 – Lucie, postrach ulice (seriál)
- 1979 – Božská Ema
- 1978 – Guernica (studentský film)
- 1977 – Stín létajícího ptáčka
- 1977 – Zrcadlení
- 1976 – Dobrý den, město
- 1975 – Město nic neví